# Робинсон, Джон (пастор)
Джон Робинсон (англ. John Robinson; 1575, Стертон-Ле-Стипл, Ноттингемшир, Англия — 1 марта 1625, Лейден, Нидерланды) — английский религиозный деятель.

## Биография
В 1598 году был рукоположен в священники Англиканской церкви.
В 1599 году в Кембриджском университете получил степень магистра теологии.
С 1602 года — викарий церкви Святого Андрея в Норидже.

### Оппозиционная религиозная деятельность
Выступая за отделение от Англиканской церкви, в 1606—1607 годах вместе с другими сепаратистами (конгрегационалистами, браунистами, пуританами) основал группу единомышленников близ местечка Скруби в Ноттингемшире. Опасаясь преследований, группа переселилась в Амстердам, а затем — в Лейден.
С 1615 года изучал теологию в Лейденском университете. Община его адептов в Лейдене выросла до 300 человек.
В июле 1620 года часть общины численностью около 30 человек, в том числе Уильям Брэдфорд, ставший впоследствии губернатором Плимутской колонии в Массачусетсе, по благословению Робинсона вернулась в Англию для подготовки переселения в Северную Америку. 
Стал духовным наставником «отцов-пилигримов» — первых поселенцев Североамериканских колоний Англии. Перед их отплытием в Америку отправил напутственное письмо-проповедь "Farewell Address to the Pilgrims upon their Departure from Holland", ставшее самым известным его сочинением.

## Издание сочинений
- The works: With a memoir and annotations by R. Ashton. — Vol. 1–3. — L., 1851.